# Baldenweger Buck
Der Baldenweger Buck ist eine 1460,5 m ü. NHN hohe Erhebung des Feldbergs im Schwarzwald in Baden-Württemberg rund 900 m nordöstlich des Feldberggipfels.
Der kahle Rücken fällt nach Westen, Norden und Osten steil in die umgebenden Täler von Zastlerbach und Seebach ab. Lediglich nach Süden geht er mit geringem Höhenverlust in einen flachen, 1452,8 m hohen Sattel über, der den Baldenweger Buck mit dem Feldberggipfel verbindet.
Mit seiner geringen Dominanz von 520 m und einer Schartenhöhe von nur 7,7 m gegenüber dem Feldberg wirkt der Baldenweger Buck nicht als eigenständiger Berg, sondern als Nebengipfel des Feldbergs. Statt seiner werden daher entweder der niedrigere, mit 29 Metern Schartenhöhe aber prominentere Seebuck oder das noch prominentere Herzogenhorn (184 m Schartenhöhe) als zweithöchste Gipfel des Schwarzwaldes genannt.
Über den Baldenweger Buck führt ein markierter Wanderweg vom Rinken über die Baldenweger Hütte zum Feldberggipfel.